# يان ماكدونالد (سياسي أسترالي)
يان ماكدونالد (بالإنجليزية: Ian Macdonald)‏ هو كاتب عدل ‏ وسياسي أسترالي، ولد في 29 نوفمبر 1945 في بريزبان في أستراليا. حزبياً، نشط في الحزب الليبرالي الأسترالي والحزب الوطني الليبرالي في كوينزلاند. وقد انتخب عضو مجلس الشيوخ الأسترالي ‏ عن دائرة كوينزلاند (1 يوليو 1990 – ).

## وصلات خارجية
- الموقع الرسمي